# Dan Thornton
Daniel Isaac „Dan“ Thornton (* 31. Januar 1911 im Hall County, Texas; † 19. Januar 1976 in Carmel-by-the-Sea, Kalifornien) war ein US-amerikanischer Politiker (Republikanische Partei) und von 1951 bis 1955 der 32. Gouverneur des Bundesstaates Colorado.

## Frühe Jahre
Daniel Thornton besuchte das Texas Technological College und danach die University of California. In Kalifornien bewarb er sich bei den Warner Studios und unterschrieb sogar einen Dreijahresvertrag als Schauspieler. Da er aber bald einsah, dass es auf diesem Gebiet keine Zukunft für ihn gab, wandte er sich der Viehzucht zu. In Springerville (Arizona) erwarb er eine Ranch, auf der er Hereford-Rinder züchtete. Dabei erwarb er sich einen guten Ruf als Viehzüchter. Im Jahr 1941 verlegte er seinen Viehzuchtbetrieb nach Gunnison in Colorado.

## Politische Laufbahn
Thornton war Mitglied der Republikanischen Partei. In den Jahren 1948 bis 1950 saß er im Senat von Colorado. Am 7. November 1950 wurde er zum neuen Gouverneur seines Staates gewählt, wobei er den demokratischen Amtsinhaber Walter Walford Johnson schlagen konnte. Nach einer Wiederwahl im Jahr 1952 konnte er bis zum 11. Januar 1955 im Amt bleiben. In seiner Amtszeit wurde eine Mineralölsteuer eingeführt. Er entwickelte ein Begnadigungsprogramm mit dem Ziel der Rehabilitation. Die Schulen des Staates wurden besser finanziert. Gegen Viehseuchen wurden Vorsichtsmaßnahmen ergriffen. Der Gouverneur erweiterte die zivile Verteidigung und er unterstützte den Bergbau in seinem Staat. Die Autobahnverwaltung wurde neu organisiert und neue Autobahnstrecken wurden geplant und in Angriff genommen. Gouverneur Thornton machte auch außerhalb seines Staates Werbung für Colorado.

## Weiterer Lebenslauf
Nach dem Ende seiner Gouverneurszeit bewarb sich Thornton im Jahr 1956 erfolglos um einen Sitz im Senat von Colorado. Danach zog er sich aus der Politik zurück. Er kümmerte sich wieder um seine Viehzucht in Gunnison. Dan Thornton starb im Januar 1976. Er war mit Jessie Willock verheiratet.